# Batalion „Wigry”
Batalion „Wigry” – harcerska jednostka bojowa walcząca w okresie powstania warszawskiego.

## Geneza powstania odrębnych od Szarych Szeregów „Wigier”
Przyczyn powstania odrębnych od organizacji harcerskich należy upatrywać w przedwojennym konflikcie pomiędzy rządzącym w harcerstwie środowiskiem piłsudczykowskim a endeckim, a co za tym idzie innych wizjach harcerstwa tych dwóch konkurujących ze sobą obozów polityczno-ideowych. Część instruktorów harcerskich z Chorągwi Warszawskiej nie zgadzała się z promowanym przez władze ZHP sposobem wychowania młodzieży. Grupa ta organizowała obozy instruktorskie na Suwalszczyźnie nad jeziorem Wigry, umacniając i wiążąc tym samym środowisko kadry, której bliższa była apolityczność harcerstwa. 
Konflikt nasilił się w 1935 roku, kiedy to jednemu z przywódców „Wigierczyków”, hm. Władysławowi Ludwigowi zarzucono niegospodarność przy organizacji zjazdu ZHP w Spale. Pomimo wykazanego przed sądem braku winy Ludwiga, odsunięto go od kierowniczych stanowisk w organizacji. Protesty warszawskiego środowiska harcerskiego nie odniosły skutku. W wyniku kolejnych incydentów i nasilającego się konfliktu, wiosną 1939 roku grupa kilku „Wigierczyków” z Władysławem Ludwigiem na czele została usunięta z ZHP. W proteście przeciwko takiemu działaniu władz ZHP, w akcie solidarności z usuniętymi harcmistrzami, z Chorągwi Warszawskiej odeszło ok. 100 instruktorów harcerskich. W przeddzień wybuchu wojny warszawskie harcerstwo zostało pozbawione kadry.
Konspiracyjna organizacja „Wigry” powstała 30 października 1939 roku z inicjatywy harcmistrzów: Władysława Ludwiga „Kamila”, Witolda Sosnowskiego „Witolda”, Czesława Tomasika „Czesława”, Eugeniusza Konopackiego „Trzaski” i Romana Kaczorowskiego „Prokopa”. Według ich koncepcji „Wigry” miały być wojskową organizacją kadrową, a na wypadek otwartych działań zbrojnych wystawić batalion wojska. Do wiosny 1940 roku udało się pozyskać do organizacji ok. 100 harcmistrzów, podharcmistrzów i działaczy harcerskich. Plany te udało się zrealizować w 1943 roku, „Wigry” liczyły 250 osób, zorganizowanych w dwie kompanie.

## Okres konspiracji
30 października 1939 roku utworzono komendę harcerskiej organizacji wojskowej, pod nazwą „Wigry”, której celem było przygotowanie się do walki zbrojnej z niemieckim okupantem. Przez cały okres konspiracji organizacja działała równolegle do innych organizacji harcerskich: Szarych Szeregów, Hufców Polskich i organizacji harcerek Bądź Gotów.
Zgodnie z założeniem silny nacisk w działalności organizacji kładziono na szkolenie kadry – m.in. „Wigierczycy” utworzyli konspiracyjną Szkołę Podchorążych Agricola. Prowadzono również nabór żołnierzy, aby osiągnąć stan osobowy odpowiadający liczebnością batalionowi. Udało się to zrealizować w 1943 roku, kiedy „Wigry” osiągnęły stan 250 żołnierzy, będących w większości instruktorami harcerskimi i wojskowymi. To spowodowało, że 1 listopada 1943 roku „Wigry” połączyły się z Szarymi Szeregami, które były znacznie liczniejsze, lecz miały niedostatki kadrowe.
W lipcu 1944 roku stan batalionu rozrósł się do 500 żołnierzy. Dowództwo objął kpt. Eugeniusz Konopacki ps. Trzaska.
Straty „Wigier” podczas okupacji niemieckiej to 35 zabitych i zmarłych.

## Szlak bojowy
1 sierpnia batalion skoncentrował się na Starym Mieście – jako odwód komendanta Okręgu Warszawskiego AK.
2 sierpnia kadrowe kompanie oddziału zostały przerzucone na Wolę i obsadziły cmentarz ewangelicki. Od 2 do 6 sierpnia toczono ciężkie walki w obronie wyznaczonego rejonu. Poległo 15 żołnierzy, 25 zostało rannych, a 20 uznano za zaginionych.
Pozostała na Starym Mieście część batalionu, po uzupełnieniu stanu ze zgłaszających się ochotników, utworzyła drugi rzut batalionu, którym dowodził kpt. Paweł Leński – ps. Lech II.
Od 8 sierpnia „Wigry” walczyły w składzie zgrupowania „Róg”, pozostając batalionem odwodowym. W związku z tym nie realizowały samodzielnych zadań bojowych, ale prowadziły je w ramach innych oddziałów i odcinków.
Od 6 do 26 sierpnia oddziały na Starym Mieście toczyły zażarte walki w obronie katedry św. Jana i rejonu ulic: Świętojańskiej, Dziekanii, Kanonii, Jezuickiej, Celnej, Brzozowej oraz kościoła Jezuitów i budynku Archiwum Akt Dawnych.
15 sierpnia batalion przeprowadził samodzielne – udane – natarcie na Pałac Mostowskich. Spalono jeden niemiecki czołg. W toku ciężkich walk pałac utracono.
W dniach od 20 do 22 sierpnia oddział przedostał się kanałami ze Starego Miasta na Żoliborz, zaopatrzył się w broń dostarczoną przez oddziały leśne z Kampinosu i podjął akcję zbrojną od strony Żoliborza w kierunku Dworca Gdańskiego, która miała na celu połączenie Starego Miasta z Żoliborzem. Akcja zakończyła się niepowodzeniem.
26 sierpnia dowództwo grupy „Północ” utworzyło zgrupowanie „Trzaska”. Zadaniem zgrupowania była obrona Starego Miasta od Kamiennych Schodków do kościoła NMP i osłona miejsca postoju dowództwa grupy „Północ” w klasztorze przy kościele św. Jacka.
W skład zgrupowania weszły:
- batalion „Wigry”;
- batalion „Dzik”;
- batalion „Gustaw”.

Od tego momentu „Wigry” znalazły się w całości pod rozkazami swego dowódcy. Zgrupowanie „Trzaska” było jednym z czterech, obok zgrupowań „Radosław”, „Kuba” i „Róg”, broniących Starego Miasta w końcowej fazie walk. Walczono m.in. o „Czerwony Dom”, fabrykę „Quebracho”, starą prochownię, kościół NMP.
1 i 2 września oddziały Wigier osłaniały ewakuację Starego Miasta kanałami do Śródmieścia. Ci, którzy przeszli, utworzyli pododdział pod dowództwem kpt. Leoncjusza Wancerskiego ps. Zaremba (a następnie por. Jana Golańskiego ps. Roman), z którym dołączyli do zgrupowania Bartkiewicz broniącego dzielnicy. Ciężkie walki toczono m.in. w obronie Zachodniego Dworca Pocztowego, na placu Napoleona, w rejonie ul. Świętokrzyskiej aż do 2 października.
29 września część batalionu, pod dowództwem por. „Kamila”, osłaniała odwrót oddziałów AK w Góry Świętokrzyskie i została rozbita w walce pod Jaktorowem.
W toku walk batalion poniósł straty obejmujące ponad 160 zabitych, ok. 180 zaginionych i ok. 120 rannych żołnierzy. Wielu poniosło śmierć od wybuchu pojazdu Schwere Ladungsträger B IV na ul. Kilińskiego. Wielu rannych zostało zamordowanych w szpitalu przy ul. Długiej 7 po zajęciu Starego Miasta przez Niemców. Po kapitulacji 133 „Wigierczyków” z dowódcą – jako 9 kompania 36 Pułku Piechoty Legii Akademickiej AK – opuściło Warszawę.

## Ordre de BatailleBatalionu Harcerskiego „Wigry”

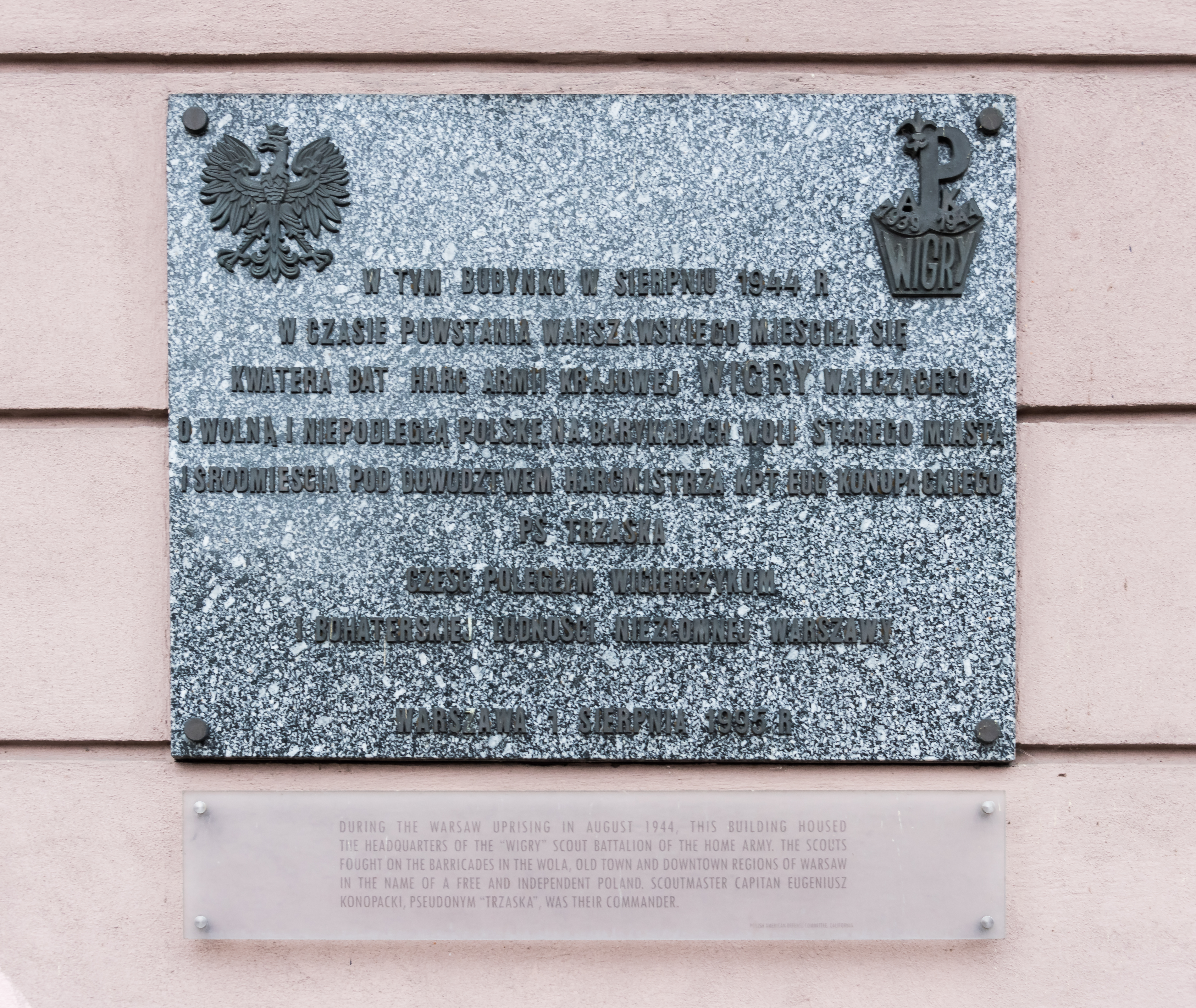
Tablica upamiętniająca Eugeniusza Konopackiego i Batalion „Wigry” na budynku przy ul. Podwale 23 w Warszawie

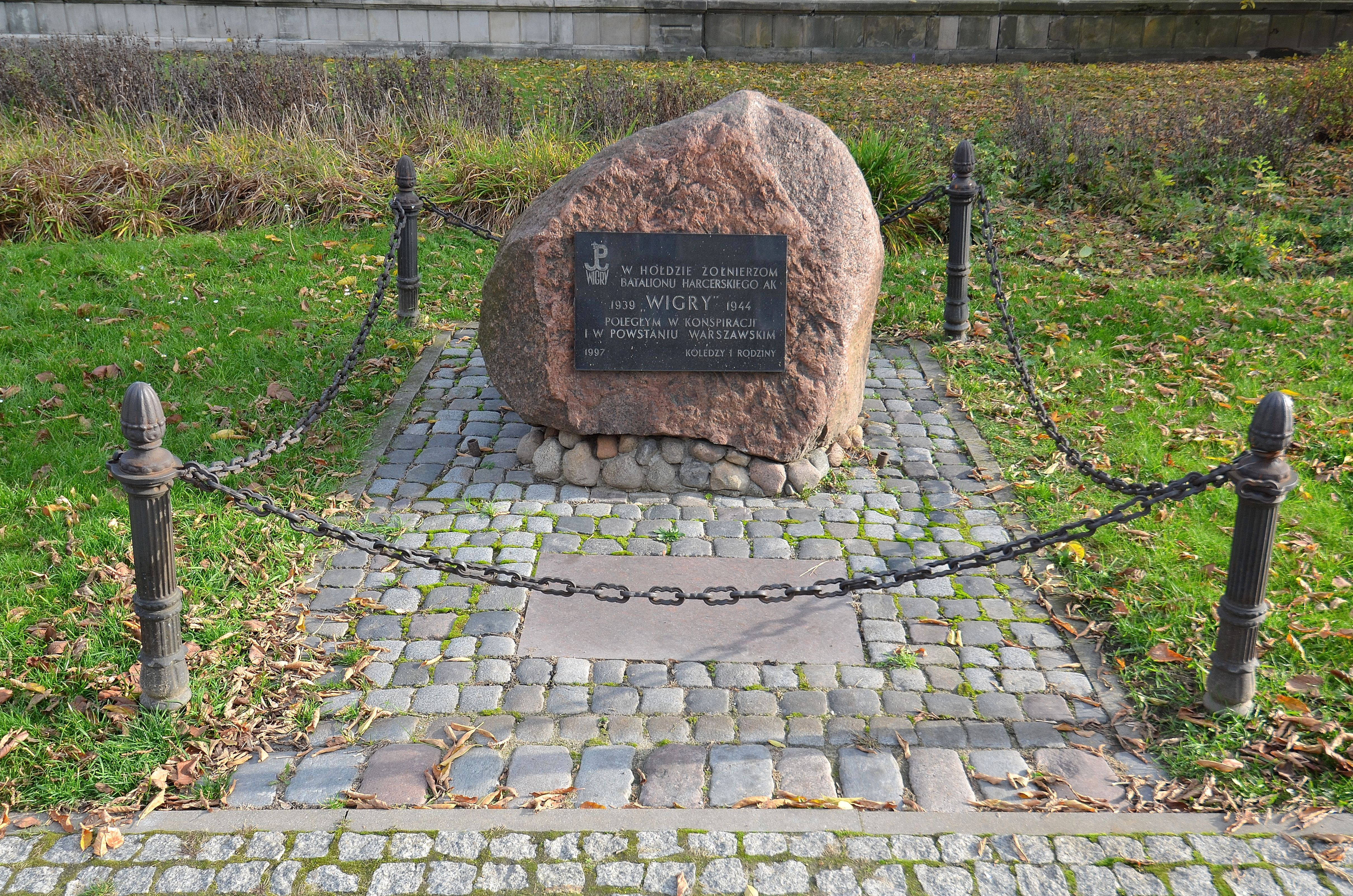
Kamień pamiątkowy na Skwerze Batalionu Harcerskiego AK „Wigry”

(w chwili wybuchu powstania warszawskiego)
- Dowódca batalionu – por. rez. art. Eugeniusz Konopacki „Trzaska”
- I zastępca – ppor. rez. Władysław Ludwig „Kamil”
- II zastępca – ppor. rez. sap. Roman Kaczorowski „Prokop”
  - Lekarz – dr med. Izabela Niedźwiedzka-Trzaskowska „Bella Zawilska”
  - pluton sanit.-łącz. – Maria Sielużycka-Czermińska „Isia Dąbrowska”

- kompania „Witold” – ppor. rez. Władysław Ludwig „Kamil”
  - Z-ca – por. rez. adw. Jan Makowiecki „Platon”
  - Adiutant – ppor. Czesław Szmakfefer „Szczupak”
  - pluton 1911 – ppor. Stanisław Rekłajtis „Rekin”
  - pluton 1913 – ppor. Antoni Grzelecki „Czaki”

- kompania „Czesław” – ppor. rez. Roman Kaczorowski „Prokop”
  - Z-ca – ppor. rez. łącz. Jerzy Krygier „Wojnicz”
  - Szef – sierż. pchor. Jan de Virion „Bożeniec”
  - pluton 1912 – ppor. Kazimierz Hempel „Cambel”
  - pluton 1914 – por. sł. st. piech. Paweł Augustyn Leński „Lech II”

- kompania „Edward” – kpt. piech. Edward Solon „Ateński” (od 1 VIII 1944[a])
  - Z-ca – ppor. rez. piech. Jerzy Michał Gomóliński „Rogala”
  - Szef – chor. NN „Brzoza”
  - pluton 1915 – por. rez. art. Bohdan Machan „Akaga”
  - pluton 1916 – ppor. NN „Mar” (nie stawił się)

Chwałę bojową batalionu „Wigry” głosi tablica pamiątkowa w katedrze św. Jana.
W batalionie tym walczył m.in. Tomasz Rostworowski.

## Upamiętnienie
- Przy ulicy gen. Władysława Andersa, pomiędzy al. „Solidarności” a pałacem Mostowskich, znajduje się Skwer Batalionu Harcerskiego AK „Wigry” z kamieniem pamiątkowym. Nazwa skweru została nadana w październiku 1995 roku[1].
- W 1995 roku na budynku przy ul. Podwale 23 odsłonięto tablicę pamiątkową[2].
- Batalion jest patronem 45 Żeńskiej Drużyny Harcerskiej im. Batalionu „Wigry” ZHR[3].
- Batalion jest patronem Hufca ZHP Warszawa-Praga-Północ[4].